# The Lazy Song
"The Lazy Song" là một bài hát của nghệ sĩ thu âm người Mỹ Bruno Mars nằm trong album phòng thu đầu tay của anh, Doo-Wops & Hooligans (2010). Nó được phát hành như là đĩa đơn thứ ba trích từ album vào ngày 15 tháng 2 năm 2011 bởi Elektra Records và Atlantic Records. Bài hát được đồng viết lời và sản xuất bởi Mars, Philip Lawrence và Ari Levine dưới nghệ danh chung của họ, The Smeezingtons, bên cạnh sự tham gia đồng viết lời từ K'naan. "The Lazy Song" là một bản reggae kết hợp với những yếu tố từ pop và ska cũng như chịu ảnh hưởng lớn từ phong cách nhạc Hawaii, mang nội dung đề cập đến cảm giác lười biếng của một người trong một ngày, vốn được lấy cảm hứng sau khi những tác giả đi chơi quanh phòng thu và cảm thấy không muốn làm việc, đã thu hút nhiều sự so sánh với một số tác phẩm của Jason Mraz, Peter Andre và Sugar Ray. Ngoài ra, phiên bản đĩa đơn của bài hát còn bao gồm tiếng thổi sáo vốn không được xuất hiện trong phiên bản album, và đề cập đến nhiều giá trị văn hóa như MTV, DVD tập thể dục tại nhà P90X và bài hát năm 2010 của Cali Swag District "Teach Me How to Dougie".
Sau khi phát hành, "The Lazy Song" nhận được những phản ứng đa phần là tích cực từ các nhà phê bình âm nhạc, trong đó họ đánh giá cao giai điệu mang âm hưởng raegae và gọi đây là một điểm nhấn nổi bật từ Doo-Wops & Hooligans. Bài hát còn gặt hái nhiều giải thưởng và đề cử tại một số lễ trao giải lớn, bao gồm đề cử tại giải Sự lựa chọn của Giới trẻ năm 2011 cho Lựa chọn Bài hát Mùa hè. "The Lazy Song" cũng tiếp nhận những thành công vượt trội về mặt thương mại, đứng đầu các bảng xếp hạng ở Đan Mạch, Hungary và Vương quốc Anh, và lọt vào top 10 ở hầu hết những quốc gia nó xuất hiện, bao gồm vươn đến top 5 ở nhiều thị trường lớn như Áo, Canada, Ireland, New Zealand và Ba Lan. Tại Hoa Kỳ, bài hát đạt vị trí thứ tư trên bảng xếp hạng Billboard Hot 100 trong bốn tuần liên tiếp, trở thành đĩa đơn thứ năm của Mars lọt vào top 10 cũng như tiêu thụ được hơn 3.5 triệu bản tại đây. Tính đến nay, nó đã bán được hơn 8.2 triệu bản trên toàn cầu, trở thành đĩa đơn bán chạy thứ mười của năm 2011 cũng như là một trong những đĩa đơn bán chạy nhất mọi thời đại.
Hai video ca nhạc khác nhau đã được thực hiện cho "The Lazy Song". Video đầu tiên được đồng đạo diễn bởi Mars và Cameron Duddy, trong đó Mars vui vẻ với năm vũ công đeo mặt nạ khỉ thuộc nhóm nhảy Poreotics ở một phòng ngủ và đã gặt hái một đề cử tại giải Video âm nhạc của MTV năm 2011 ở hạng mục Video có vũ đạo xuất sắc nhất. Một phiên bản khác của bài hát do Nez làm đạo diễn, và bao gồm những hoạt động hằng ngày một cách thụ động của một người đàn ông (do Leonard Nimoy thủ vai), bên cạnh sự xuất hiện đặc biệt từ Mars, Lawrence và William Shatner. Để quảng bá cho "The Lazy Song", nam ca sĩ đã trình diễn nó trên nhiều chương trình truyền hình và lễ trao giải lớn, bao gồm American Idol, Today, X Factor France và NBA All-Star Tip Off Pre-Show năm 2011, cũng như trong nhiều chuyến lưu diễn trong sự nghiệp của anh. Kể từ khi phát hành, bài hát đã được hát lại và sử dụng làm nhạc mẫu bởi nhiều nghệ sĩ khác nhau, như Bart Baker, Cody Simpson, Joseph Vincent, Megan Nicole và chính tác giả của nó K'naan.

## Danh sách bài hát
Tải kĩ thuật số
1. "The Lazy Song" (bản đĩa đơn) – 3:08

Đĩa CD tại Anh quốc
1. "The Lazy Song" (bản album) – 3:15
2. "Grenade" (The Hooligans phối lại) – 3:30

## Thành phần thực hiện
Thành phần thực hiện được trích từ ghi chú của Doo-Wops & Hooligans, Elektra Records.
Xây dựng và phối khí
- Xây dựng tại Levcon Studios ở Los Angeles, California
- Phối khí tại Larrabee Sound Studios ở Hollywood, California

Thành phần
| - Bruno Mars – giọng hát, nhạc cụ, viết lời - Philip Lawrence – viết lời - Ari Levine – kỹ sư, nhạc cụ, viết lời - K'naan – viết lời - The Smeezingtons – sản xuất | - Jash Negandhi (DJ Dizzy) – Scratching - Manny Marroquin – phối khí - Christian Plata – hỗ trợ phối khí - Erik Madrid – hỗ trợ phối khí |

## Xếp hạng
| Bảng xếp hạng (2011)                  | Vị trí cao nhất |
| ------------------------------------- | --------------- |
| Úc (ARIA)                             | 6               |
| Áo (Ö3 Austria Top 40)                | 4               |
| Bỉ (Ultratop 50 Flanders)             | 4               |
| Bỉ (Ultratop 50 Wallonia)             | 7               |
| Canada (Canadian Hot 100)             | 5               |
| Cộng hòa Séc (Rádio Top 100)          | 1               |
| Đan Mạch (Tracklisten)                | 1               |
| Phần Lan (Suomen virallinen lista)    | 14              |
| Pháp (SNEP)                           | 11              |
| Đức (Official German Charts)          | 9               |
| Hungary (Rádiós Top 40)               | 1               |
| Ireland (IRMA)                        | 4               |
| Israel (Media Forest)                 | 2               |
| Ý (FIMI)                              | 10              |
| Hà Lan (Dutch Top 40)                 | 4               |
| Hà Lan (Single Top 100)               | 11              |
| New Zealand (Recorded Music NZ)       | 3               |
| Ba Lan (Polish Airplay Top 100)       | 2               |
| Scotland (OCC)                        | 3               |
| Slovakia (Rádio Top 100)              | 1               |
| Tây Ban Nha (PROMUSICAE)              | 21              |
| Thụy Điển (Sverigetopplistan)         | 19              |
| Thụy Sĩ (Schweizer Hitparade)         | 9               |
| Anh Quốc (OCC)                        | 1               |
| Anh Quốc R&B (OCC)                    | 1               |
| Hoa Kỳ Billboard Hot 100              | 4               |
| Hoa Kỳ Adult Contemporary (Billboard) | 13              |
| Hoa Kỳ Adult Pop Airplay (Billboard)  | 2               |
| Hoa Kỳ Pop Airplay (Billboard)        | 3               |
| Hoa Kỳ Rhythmic (Billboard)           | 15              |

| Bảng xếp hạng (2011)                     | Vị trí |
| ---------------------------------------- | ------ |
| Australia (ARIA)                         | 14     |
| Austria (Ö3 Austria Top 40)              | 45     |
| Belgium (Ultratop 50 Flanders)           | 17     |
| Belgium (Ultratop 40 Wallonia)           | 60     |
| Canada (Canadian Hot 100)                | 17     |
| Denmark (Tracklisten)                    | 24     |
| France (SNEP)                            | 57     |
| Germany (Official German Charts)         | 51     |
| Hungary (Rádiós Top 40)                  | 59     |
| Israel (Media Forest)                    | 25     |
| Italy (FIMI)                             | 65     |
| Netherlands (Dutch Top 40)               | 21     |
| Netherlands (Single Top 100)             | 26     |
| New Zealand (Recorded Music NZ)          | 11     |
| South Korea (Gaon International Singles) | 141    |
| Sweden (Sverigetopplistan)               | 65     |
| Switzerland (Schweizer Hitparade)        | 37     |
| UK Singles (Official Charts Company)     | 15     |
| US Billboard Hot 100                     | 26     |
| US Adult Contemporary (Billboard)        | 36     |
| US Adult Top 40 (Billboard)              | 19     |
| US Pop Songs (Billboard)                 | 26     |
| Worldwide (IPFI)                         | 10     |
| Bảng xếp hạng (2012)                     | Vị trí |
| South Korea (Gaon International Singles) | 91     |
| South Korea (Gaon International Singles) | 129    |

## Chứng nhận
| Quốc gia                                                                           | Chứng nhận  | Số đơn vị/doanh số chứng nhận |
| ---------------------------------------------------------------------------------- | ----------- | ----------------------------- |
| Úc (ARIA)                                                                          | 5× Bạch kim | 350.000‡                      |
| Áo (IFPI Áo)                                                                       | Vàng        | 15.000*                       |
| Bỉ (BEA)                                                                           | Vàng        | 15.000*                       |
| Canada (Music Canada)                                                              | 4× Bạch kim | 320,000^                      |
| Đan Mạch (IFPI Đan Mạch)                                                           | Bạch kim    | 30,000^                       |
| Đức (BVMI)                                                                         | Vàng        | 250.000^                      |
| Ý (FIMI)                                                                           | Bạch kim    | 30.000*                       |
| México (AMPROFON)                                                                  | Vàng        | 30.000*                       |
| New Zealand (RMNZ)                                                                 | Bạch kim    | 15.000*                       |
| Hàn Quốc (Gaon Chart)                                                              | None        | 508,592                       |
| Thụy Sĩ (IFPI)                                                                     | Bạch kim    | 30.000^                       |
| Anh Quốc (BPI)                                                                     | Bạch kim    | 747,000                       |
| Hoa Kỳ (RIAA)                                                                      | 3× Bạch kim | 3,508,000                     |
| Streaming                                                                          |             |                               |
| Đan Mạch (IFPI Đan Mạch)                                                           | Bạch kim    | 1.300.000^                    |
| * Chứng nhận dựa theo doanh số tiêu thụ. ^ Chứng nhận dựa theo doanh số nhập hàng. |             |                               |

## Lịch sử phát hành
| Quốc gia       | Ngày                | Định dạng        | Hãng             | Nguồn  |
| -------------- | ------------------- | ---------------- | ---------------- | ------ |
| Hoa Kỳ         | 15 tháng 2 năm 2011 | Mainstream radio | Atlantic Elektra | [ 77 ] |
| New Zealand    | 18 tháng 2 năm 2011 | Tải kĩ thuật số  | Elektra          | [ 78 ] |
| Vương quốc Anh | 8 tháng 5 năm 2011  | Tải kĩ thuật số  | —                | [ 2 ]  |
| Vương quốc Anh | 9 tháng 5 năm 2011  | CD               | Warner           | [ 79 ] |
| Đức            | 27 tháng 5 năm 2011 | CD               | Elektra          | [ 80 ] |
| Áo             | 27 tháng 5 năm 2011 | CD               | Elektra          | [ 80 ] |
| Thụy Sĩ        | 27 tháng 5 năm 2011 | CD               | Elektra          | [ 80 ] |